# Свободно катерене
Свободното катерене е стил в скалното катерене, при който катерачът използва за опора при придвижването си по маршрута само елементи от скалния релеф. Етиката на свободното катерене не позволява употреба на изкуствени опорни точки. Клинове, клеми, френдове и други помощни средства, както и въжето, се използват само за осигуровка. При сложни маршрути за подобряване на сцеплението се използва магнезиев карбонат.

## Видове свободно катерене
В зависимост от начина, по който се подготвя и осъществява изкачването, съществуват различни нюанси на свободното катерене. Значението на термина в голяма степен се припокрива с термина класическо катерене, наложил се в българските катерачни среди за да се разграничи стила от изкуственото катерене, при което за приминаване на маршрута се използват специални въжени стъбички, които се закачат на клинове или други изкуствени опорни точки по стената. Разликата между свободното и класическото катерене е, че при класическото катерене е допустимо хващането и стъпването върху клин или друга изкуствена опорна точка (но не и закачане на стълба), което според съвременните представи се категоризира като изкуствено катерене с най-ниска степен на трудност А0. Съвременната терминология, описваща стиловете в свободното катерене навлиза в българския език от английски.
Он-сайт (On-sight). Свободното преминаване на маршрута без предварително проучване, наблюдение на други изкачвания или запознаване с описание.
Флаш (Flash). Свободното преминаване на маршрута след предварително проучване, но без изкачване.
Редпойнтинг (Redpointing). Свободното преминаване на маршрута след предварително изкачване, едно или няколко. Не се допуска предварително оборудване на клиновете по маршрута с карабинери и удължители, както и използването на клинове за почивка върху въжето. Терминът мигрира в английския език от немското Rotpunkt, червена точка. Възниква през 70-те години, когато катерачите във Франкенюра започват да отбелязват преминатите свободно турове, като ги маркират в основата с червена блажна боя.
Пинкпойнтинг (Pinkpointing). Свободното преминаване на маршрута след предварително изкачване. Допуска се предварително оборудване на клиновете по маршрута с карабинери и удължители, както и използването на клинове за почивка върху въжето.
Хедпойнтинг (Headpointing). Свободното преминаване на маршрута като водач след предварително проучаване с горна осигуровка.